# Des garçons de province
Pour plus de détails, voir Fiche technique et Distribution.
Des garçons de province est un film dramatique français réalisé par Gaël Lépingle et sorti en 2022.

## Synopsis
Youcef, travaillant pour une boîte de nuit, s’éprend d'un danseur en tournée. Dans une autre ville, un jeune homme muni de hauts talons traverse un village. Dans un 3e bourg, Jonas pose pour des photos érotiques. Parmi ces garçons de province, il y a ceux qui restent, ceux qui partent et ceux qui passent...

## Fiche technique
- Titre original : Des garçons de province
- Réalisation : Gaël Lépingle
- Scénario : Gaël Lépingle et Michaël Dacheux
- Musique : Arthur B. Gillette
- Décors : Anna Le Mouel
- Costumes : Sophie Porteu
- Photographie : Vianney Lambert et Dorian Lebeau
- Montage : Guillaume Lillo
- Producteurs : Antoine Delahousse et Thomas Jaeger
- Sociétés de production : Haïku Films
- Société de distribution : La Traverse (France, 2023)
- Pays :  France
- Langue originale : français
- Format : couleur — Scope
- Genre : dramatique
- Durée : 84 minutes
- Dates de sortie :
  - France :
    - 7 juillet 2022 (Marseille)
    - 25 novembre 2022 (Paris)
    - 1er février 2023 (en salles)

## Distribution
- Léo Pochat : Jonas
- Serge Renko : Mathieu
- Édouard Prévot : Le garçon aux talons
- Yves Batek Mendy : Youcef
- Jérôme Marin : Gentiane / Mr K
- Cathy Cerda :Lucie
- La Big Bertha : Daddy Darling
- Tanya Lopert : la cliente

## Accueil

### Critique
Pour le magazine Télérama : « Au fil de ces trois histoires où tout est de passage, Gaël Lépingle fait se croiser des lieux ordinaires, habités par la solitude, et des rêveurs prêts pour l’extraordinaire. Ainsi, le restaurateur, qui partirait bien sur les routes avec le cabaret ambulant, et le photographe amateur, qui réinvente ceux qu’il invite devant l’objectif. Superbe film d’atmosphère, Des garçons de province crée simultanément un romanesque en effervescence et une mélancolie poignante, qui frôle le vide du désenchantement. Un bonheur de cinéma. ».

## Récompenses
Prix du Syndicat national italien des critiques de cinéma (SNCCI) au Sicilia Queer film festival de Palerme (mai 2023)